# Mąka ryżowa

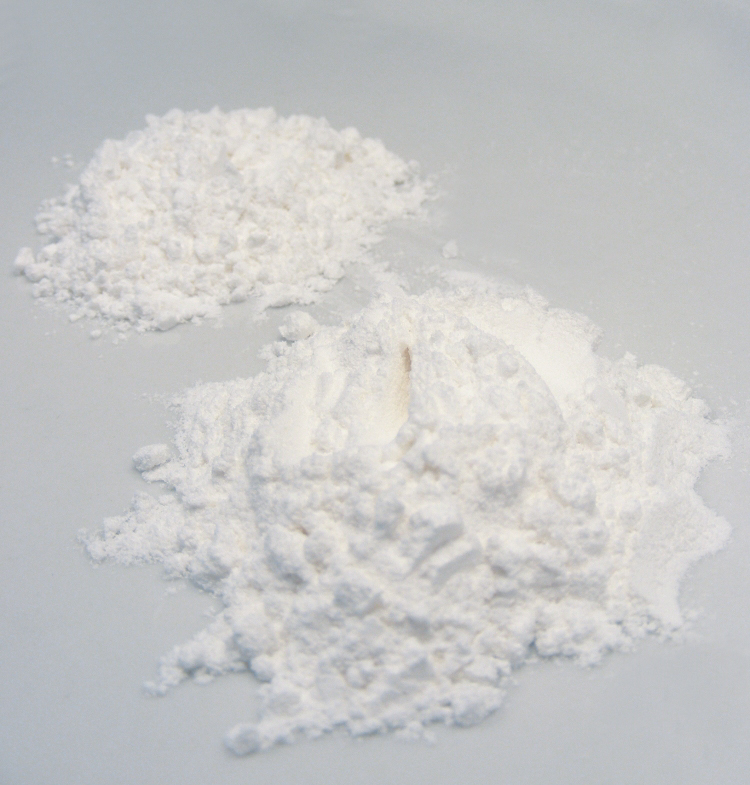
Dwa rodzaje mąki ryżowej: zwykła oraz z ryżu kleistego

Mąka ryżowa – mąka wytwarzana z drobno zmielonych ziaren ryżu.
Wytwarza się z niej np. makaron ryżowy, kluski (np. indyjskie idli, japońskie dango), ciasta, ciastka (np. japońskie mochi, koreańskie injeolmi), placki (np. indyjskie papad), naleśniki (np. indyjskie appam i dosa), bliny oraz używa do zagęszczania kisieli, zup, sosów. Jest istotnym składnikiem kuchni japońskiej  i innych krajów azjatyckich.
Wykonuje się ją zarówno z białego ryżu jak i ryżu brązowego. 
Nie zawiera glutenu.